# Hannes Schmidhauser
Hannes Schmidhauser (Locarno, 9 september 1926 - 29 januari 2000) was een Zwitsers voetballer die speelde als verdediger, voetbalcoach en acteur.

## Carrière
Schmidhauser speelde in de jeugd van FC Locarno en stroomde zo door naar het eerste elftal. Hij voetbalde er tien jaar alvorens halverwege het seizoen 1952/53 naar FC Lugano te verhuizen daar bleef hij anderhalf seizoen spelen en ruilde de club om voor Grasshopper Zürich. Met Grasshopper werd hij kampioen in 1956 en won dat jaar ook de beker. Hij keerde in 1958 terug naar Lugano en werd er speler-trainer. Hij speelde nog een seizoen voor Young Fellows Zürich alvorens te stoppen.
Hij speelde dertien interlands voor Zwitserland waarin hij niet kon scoren.
Hij was gedurende zijn voetballoopbaan ook acteur en speelde in enkele kleinere Europese films mee.

## Erelijst
- Grasshopper Zürich
  - Landskampioen: 1956
  - Zwitserse voetbalbeker: 1956

## Filmografie
- 1954: Uli, der Knecht - (Uli)
- 1955: Uli, der Pächter - (Uli)
- 1956: Zwischen uns die Berge - (Beat Matter)
- 1956: s'Waisechind vo Engelberg - (Hermann Kugelstadt)
- 1959: Der Mustergatte - (Edi Leuenberger)
- 1959: Hinter den sieben Gleisen - (Hartmann)
- 1959: SOS Gletscherpilot - (Charly)
- 1960: William Tell (castelli in fiamme) - (Melchtal)
- 1961: Mental Cruelty - Produttore - Attore - Regista
- 1963: Seelische Grausamkeit - (Nick Merk)
- 1963: Der Unsichtbare - (Dr. Max Vogel)
- 1967: Mister Dynamit – Morgen küßt euch der Tod - (Flugzeugträger-Kapitän)
- 1988: Klassezämekunft - (Ehrensperger)
- 1991: Family Express
- 1994-1995: The Director - (serie TV, Linus Caduff)
- 1996: Crime Scene - The Settlement - (Alfons Mettler)
- 1998: Fondovalle
- 1999: General Sutter - (Generaal John A. Sutter)

- Gemeinsame Normdatei: 11561737X
- Historisch woordenboek van Zwitserland: 009238
- International Standard Name Identifier: 0000 0001 1441 5926
- Library of Congress Control Number: n97043914
- Theaterlexikon der Schweiz: Hannes_Schmidhauser
- Virtual International Authority File: 35190386
- WorldCat: E39PBJjXcYMtDw9RRDkR4qBMfq